# Конституционный референдум в Науру (2010)
Конституционный референдум прошёл в Науру 27 февраля 2010 года. Граждане должны были одобрить или отвергнуть ряд поправок к конституции, наиболее значительная из которых — переход к прямым выборам президента (согласно действующему законодательству, его избирает парламент). Предложенные поправки включали в себя также укрепление законодательства в области прав человека, упрощение формулировок, касающихся разделения властей, а также ряд других, менее значительных. Для принятия поправок требовалось их одобрение двумя третями голосов.
Референдум представлял собой часть масштабной конституционной реформы. Его проведение потребовалось для внесения поправок в некоторые защищённые части конституции. Ряд других поправок был принят простым парламентским голосованием. Все поправки должны были вступить в действие только в день следующих всеобщих выборов, вероятно, в мае — июне 2011.
Явка избирателей составила 78%, всего было учтено около 4400 голосов. Предлагаемые изменения были отвергнуты большинством в две трети, что составило почти 3000 голосов. Сразу после завершения референдума рассматривалась возможность его повторения в ближайшем будущем.

## Результаты
| Да или нет                 | Голосов | Процент  |
| -------------------------- | ------- | -------- |
| Нет                        | 2,939   | 66,96 %  |
| Да                         | 1,450   | 33,04 %  |
| Действительных голосов     | 4,389   | 98,17 %  |
| Недействительных голосов   | 82      | 1,83 %   |
| Всего голосов              | 4,471   | 100,00 % |
| Явка                       | 78,00 % | 78,00 %  |
| Источник: Direct Democracy |         |          |